# Motarzyn
Motarzyn [mɔˈtaʐɨn] (tiếng Đức: Muttrin)  là một ngôi làng thuộc khu hành chính của Gmina Tychowo, thuộc quận Białogard, West Pomeranian Voivodeship, ở phía tây bắc Ba Lan. Nó nằm khoảng 6 kilômét (4 mi)   phía nam Tychowo, 21 km (13 mi) về phía đông nam của Białogard và 121 km (75 mi) về phía đông bắc của thủ đô khu vực Szczecin.
Năm 2008 dân số của làng chỉ hơn 100.

## Cư dân đáng chú ý
- Heinrich Beitzke (1798 Từ1867), nhà sử học người Đức